# There’d Better Be A Mirrorball
«There'd Better Be A Mirrorball» en español «Será mejor que haya una bola de espejos» es una canción de la banda británica Arctic Monkeys, que fue publicada como sencillo el 29 de agosto de 2022. Forma parte de su séptimo álbum de estudio, The Car.